# Elris
Alice (hangeul : 앨리스, anciennement connu sous le nom Elris) est un girl group sud-coréen formé par Hunus Entertainment en 2015. Le groupe était originellement composé de cinq membres : Sohee, Yukyung, Bella, Yeonjae et Karin. EJ et Chaejeong rejoignent le groupe en février 2020. Elles ont pré-débuté le 1er juin 2014 avec leur premier extended play We, first. En décembre 2021, le groupe change d'agence pour IOK COMPANY. Le 11 avril 2022, elles sont renommées ALICE, le groupe se sépare officiellement le 24 août 2024, avec la résolution.

## Histoire

### 2017: Pré-débuts, débuts avecWe, firstetColor Crush
Avant les débuts du groupe, Kim So-hee et Min Ka-rin ont participé à l'émission K-pop Star 6.
Le 1er juin 2017, Elris sortent leur premier mini-album, We, first, contenant cinq pistes.
Leur deuxième mini-album, Color Crush, est sorti le 13 septembre 2017 avec le single "Pow Pow".

### 2018:Summer Dream
Le 6 juin 2018, Hunus Entertainment confirme le retour d'Elris pour le 28 juin avec leur troisième mini-album intitulé Summer Dream.

### 2019:Miss U
Le 11 novembre 2019, Elris fait son retour avec le single "Miss U".

### 2020:Jackpotet nouvelles membres
Le 26 février 2020, Elris font leur retour avec leur nouvel album Jackpot.
Les deux nouvelles membres EJ et Chaejeong sont présentes sur cet album.

### 2021–présent: Nouvelle agence, Nouveau Nom
Le 1er décembre 2021, il a été annoncé qu'Elris changerait d'agence pour IOK Company.
Le 11 avril 2022, il a été annoncé que le groupe changeait de nom pour devenir Alice, Hyeseong changeant son nom de scène pour Yeonjae.

## Membres
Issu de leur profil Naver.
| Nom de scène | Nom de scène | Nom de naissance | Nom de naissance | Date de naissance | Nationalité  | Position                                                                    |
| Romanisé     | Coréen       | Romanisé         | Coréen           | Date de naissance | Nationalité  | Position                                                                    |
| ------------ | ------------ | ---------------- | ---------------- | ----------------- | ------------ | --------------------------------------------------------------------------- |
| EJ           | 이제이       | Kim Eun-ji       | 김은지           | 13 août 1997      | Sud-coréenne | Rappeuse secondaire, chanteuse, danseuse, unnie (la plus âgée)              |
| Bella        | 벨라         | Choi Yoon-ah     | 최윤아           | 2 février 1999    | Sud-coréenne | Rappeuse principale, chanteuse secondaire, danseuse                         |
| Chaejeong    | 채정         | Lee Chae-jeong   | 이채정           | 26 août 1999      | Sud-coréenne | Danseuse principale, chanteuse, rappeuse                                    |
| Yeonjae      | 연재         | Yang Hye-sun     | 양혜선           | 15 octobre 1999   | Sud-coréenne | Chanteuse secondaire, danseuse secondaire                                   |
| Yukyung      | 유경         | Lee Yu-kyung     | 이유경           | 5 novembre 1999   | Sud-coréenne | Danseuse principale, chanteuse, visuel                                      |
| Sohee        | 소희         | Kim So-hee       | 김소희           | 31 décembre 1999  | Sud-coréenne | Leader, chanteuse principale, danseuse secondaire, visuel, visage du groupe |
| Karin        | 가린         | Min Ka-rin       | 민가린           | 5 janvier 2002    | Sud-coréenne | Chanteuse secondaire, rappeuse , danseuse, maknae (la plus jeune)           |

## Discographie

### Extended plays
| Titre        | Détails sur l'album                                                                                                | Meilleure position | Ventes        |
| Titre        | Détails sur l'album                                                                                                | COR                | Ventes        |
| ------------ | --- | ------------------ | ------------- |
| We, first    | - Date de sortie: 1er juin 2017 - Label: HUNUS Entertainment, LOEN Entertainment - Formats: CD, téléchargement     | 21                 | - COR: 4 344+ |
| Color Crush  | - Date de sortie: 13 septembre 2017 - Label: HUNUS Entertainment, LOEN Entertainment - Formats: CD, téléchargement | 15                 | - COR: 6 463+ |
| Summer Dream | - Date de sortie: 28 juin 2018 - Label: HUNUS Entertainment, Kakao M - Formats: CD, téléchargement                 | 15                 | - COR: 5 927+ |

### Singles
| Titre                                                                                 | Année | Meilleure position | Ventes (DL) | Album        |
| Titre                                                                                 | Année | COR                | Ventes (DL) | Album        |
| ------------------------------------------------------------------------------------- | ----- | ------------------ | ----------- | ------------ |
| "We, First" (우리 처음)                                                               | 2017  | —                  | NC          | We, first    |
| "Pow Pow"                                                                             | 2017  | —                  | NC          | Color Crush  |
| "Summer Dream"                                                                        | 2018  | —                  | NC          | Summer Dream |
| "Miss U"                                                                              | 2019  | —                  | NC          | Miss U       |
| "—" signifie que le morceau ne s'est pas classé ou n'est pas sorti dans cette région. |       |                    |             |              |

## Récompenses et nominations
| Année | Cérémonie                            | Catégorie                          | Travail nommé | Résultat |
| ----- | ------------------------------------ | ---------------------------------- | ------------- | -------- |
| 2018  | 24e Korean Entertainment Arts Awards | Meilleur groupe débutant (féminin) | Elris         | Lauréat  |